# 둥허구

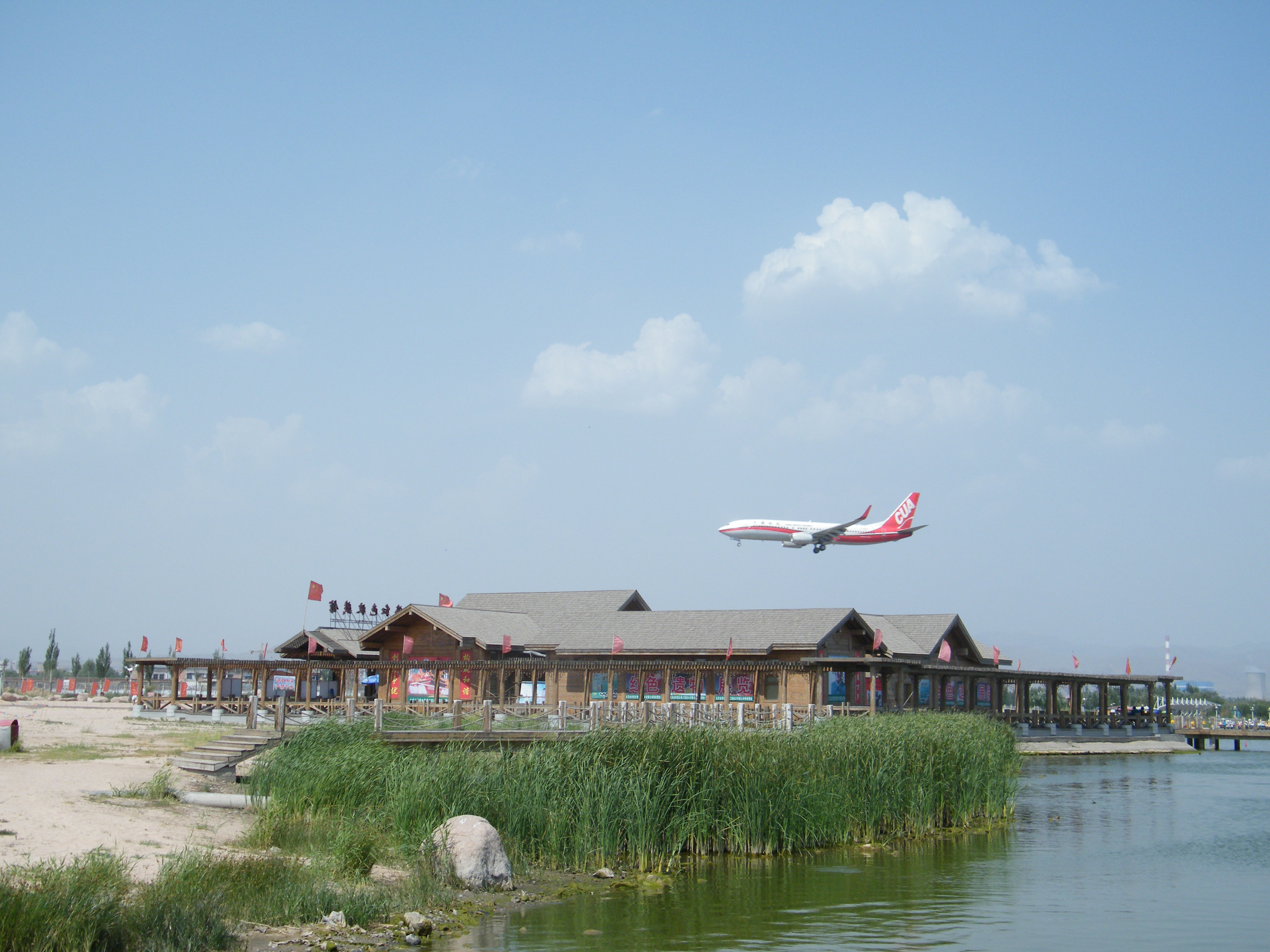

둥허구(한국어: 동하구, 중국어: 东河区, 병음: Dōnghé Qū)는 내몽골 자치구 바오터우 시의 현급 행정구역이다. 넓이는 85km2이고, 인구는 2007년 기준으로 380,000명이다.

## 기후
연평균 기온은 6.6°C이고 연평균 강수량은 310mm이다.

## 행정 구역
11개 가도, 1개 진을 관할한다.
- 가도: 和平街道, 财神庙街道, 西脑包街道, 南门外街道, 南圪洞街道, 东站街道, 回民街道, 二里半街道, 河东街道, 铁西街道, 东兴街道.
- 진: 河东镇.